# Ngaoundéré
Ngaoundéré er en by i det nordlige Cameroun, med et indbyggertal (pr. 2001) på cirka 189.000. Byen er opkaldt efter et nærliggende bjerg.
- Wikimedia Commons har flere filer relateret til Ngaoundéré